# Edwin Fitch Northrup
Edwin Fitch Northrup (* 23. Februar 1866 in Syracuse, New York; † 13. Mai 1940) war US-amerikanischer Physiker. Er war ein Professor an der Princeton University.
Northrup studierte am Amherst College und an der Johns Hopkins University, wo er 1895 seinen Doktor der Physik erwarb. Er war dann Assistent von Prof. Henry Augustus Rowland († 1901) bei der Entwicklung von Telegrafensystemen und wurde Chefingenieur bei der neugegründeten Rowland Printing Telegraph Company. 1903 gründete er zusammen mit Morris E. Leeds die Leeds & Northrup Company.
Von 1910 bis 1920 war er Professor der Physik an der Princeton University.
1916 gründete er in Trenton (New Jersey) die Pyro-electric Instrument Company.
Er entwickelte die Ajax-Northrup-Hochfrequenzöfen.
1937 veröffentlichte er unter dem Pseudonym Akkad Pseudoman den Science-Fiction-Roman Zero to Eighty.